# Satoshi Maruo
Satoshi Maruo (丸尾知司?, Maruo Satoshi; 28 novembre 1991) è un marciatore giapponese.

## Biografia
Nel maggio 2016 viene selezionato per partecipare alla 20 km dei mondiali di marcia di Roma, dove termina in quarantunesima posizione con un tempo di 1h23'38".
Il 13 agosto 2017 prende parte alla marcia 50 km maschile dei mondiali di Londra 2017. Alla sua seconda 50 km in carriera, Maruo mette in mostra una tattica prettamente attendista sino agli ultimi chilometri di gara, quando tenta invano un aggancio nei confronti del quarto arrivato Hlavan; il venticinquenne conclude così al quinto posto con un miglior personale da 3h43'03", distante dalla zona podio composta da Diniz (3h33'12", record dei campionati), Arai (3h41'17", personale stagionale) e Kobayashi (3h41'19", record personale).

## Progressione

### Marcia 10000 metri
| Stagione | Tempo    | Luogo    | Data       | Rank. Mond. |
| -------- | -------- | -------- | ---------- | ----------- |
| 2016     | 40'15"38 | Osaka    | 24-9-2016  |             |
| 2015     | 39'33"30 | Abashiri | 16-7-2015  |             |
| 2014     | 40'08"92 | Tama     | 13-12-2014 |             |

### Marcia 10 km
| Stagione | Tempo  | Luogo  | Data      | Rank. Mond. |
| -------- | ------ | ------ | --------- | ----------- |
| 2017     | 39'12" | Kōbe   | 19-2-2017 |             |
| 2016     | 39'25" | Kōbe   | 21-2-2016 |             |
| 2015     | 39'29" | Nomi   | 15-3-2015 |             |
| 2014     | 40'35" | Wajima | 19-4-2014 |             |

### Marcia 20 km
| Stagione | Tempo    | Luogo    | Data       | Rank. Mond. |
| -------- | -------- | -------- | ---------- | ----------- |
| 2017     | 1h20'31" | Kōbe     | 19-2-2017  |             |
| 2016     | 1h20'14" | Kōbe     | 21-2-2016  |             |
| 2015     | 1h19'42" | Nomi     | 15-3-2015  |             |
| 2014     | 1h24'57" | Takahata | 26-10-2014 |             |
| 2013     | 1h24'42" | Nomi     | 10-3-2013  |             |
| 2012     | 1h25'09" | Takahata | 28-10-2013 |             |

### Marcia 50 km
| Stagione | Tempo    | Luogo    | Data       | Rank. Mond. |
| -------- | -------- | -------- | ---------- | ----------- |
| 2017     | 3h43'03" | Londra   | 13-8-2017  |             |
| 2016     | 4h02'36" | Takahata | 23-10-2016 |             |

## Palmarès
| Anno | Manifestazione  | Sede     | Evento       | Risultato | Prestazione | Note                          |
| ---- | --------------- | -------- | ------------ | --------- | ----------- | ----------------------------- |
| 2017 | Mondiali        | Londra   | Marcia 50 km | 5º        | 3h43'03"    | Miglior prestazione personale |
| 2018 | Giochi asiatici | Giacarta | Marcia 50 km | 4º        | 4h14'13"    |                               |
| 2021 | Giochi olimpici | Tokyo    | Marcia 50 km | 32º       | 4h06'44"    |                               |
| 2023 | Mondiali        | Budapest | Marcia 35 km | 13º       | 2h29'52"    |                               |

## Altre competizioni internazionali
2016
- 41º ai Campionati del mondo a squadre di marcia ( Roma), marcia 20 km - 1h23'38"